# Routing Vector Protocols
Protokol Routing Vector Protocols (RVP) patří mezi směrovací protokoly a slouží směrovačům k automatickému doplnění směrovacích tabulek. Protokoly jsou vhodné pro menší sítě (max.do 10 LAN) a jejich implementace je okamžitá bez nutnosti konfigurace.

## Princip výměny záznamů
Protokoly RVP slouží k výměně obsahu směrovacích tabulek sousedních směrovačů. Routery vysílají do sítě (respektive na svůj interface záznam routovací tabulky), které umožňují směrovačům doplnit si vlastní tabulku o nové záznamy. Router zapíše záznam svého sousedního routeru do směrovací tabulky a u nového záznamu zvýší metriku. Následovně kontroluje nový záznam se starým záznamem a pokud najde novou (lepší) cestu k síti, tak přepíše stávající záznam v tabulce novými informacemi.
Příkladem protokolů RVP jsou protokoly RIP v1 a v2.